# Triptofano
Il triptofano è un amminoacido poco polare, il suo gruppo laterale è un indolile. È alla base del gruppo di composti delle triptamine. È una molecola chirale. L'enantiomero L è uno dei 20 amminoacidi ordinari.
Poiché l'organismo umano non è in grado di sintetizzarlo, deve essere ricavato dagli alimenti e pertanto è classificato tra gli amminoacidi essenziali. Oltre a partecipare alla costituzione delle proteine dell'organismo, interviene in numerose reazioni chimiche, in particolare nella sintesi di serotonina e di acido nicotinico.
Come altri amminoacidi, il triptofano si trova in forma zwitterionica al pH fisiologico in cui il gruppo amminico è protonato (–NH3+; pKa = 9,41) e il gruppo carbossilico è deprotonato (–COO−; pKa = 2,46). Il triptofano presenta inoltre delle spiccate proprietà di fluorescenza, con un assorbimento massimo a 280 nm e un picco di emissione solvatocromico che può cadere dai 300 ai 350 nm circa a seconda della polarità del suo intorno.

## Storia
L'isolamento del triptofano è avvenuto la prima volta nel 1901, da Frederick Hopkins, attraverso l'idrolisi della caseina. Da 600 grammi di caseina grezza si ottennero 4-8 grammi di triptofano.
Nel 1912 Felix Ehrlich dimostrò che il lievito attacca gli amminoacidi naturali essenziali liberando anidride carbonica e sostituendo il gruppo amminico con un ossidrile. Con questa reazione dal triptofano si ottiene triptofolo.

## Biosintesi e produzione industriale
Piante e microrganismi generalmente sintetizzano il triptofano dall'acido shikimico o dall'acido antranilico.
Questo si condensa con fosforibosil pirofosfato (PRPP), generando pirofosfato come sottoprodotto. Dopo l'apertura dell'anello della frazione ribosio e dopo decarbossilazione riduttiva, si genera indolo-Gliceraldeide-3-fosfato, che a sua volta si trasforma in indolo. Nell'ultimo passaggio, l'enzima triptofano sintasi catalizza la formazione di triptofano dall'aminoacido serina e dall'indolo.
Anche la produzione industriale del triptofano è biosintetica ed è basata sulla fermentazione di serina e indolo usando batteri quali Bacillus subtilis, Corynebacterium glutamicum, E. Coli e Bacillus amyloliquefaciens. Questi ceppi hanno delle mutazioni che impediscono la ricapitazione di amminoacidi aromatici. La conversione viene catalizzata dall'enzima triptofano sintasi.

## Metabolismo
Il triptofano è un precursore biochimico dei seguenti composti:
- Serotonina (un neurotrasmettitore), sintetizzato dall'enzima triptofano idrossilasi (TPH).[11][12]
- Melatonina (un neurormone), sintetizzata dalla serotonina via N-acetiltransferasi e acetilserotonina O-metiltransferasi.[13]
- Niacina, conosciuta anche come vitamina B3, sintetizzata dal triptofano attraverso chinurenina e acidi chinolinici.[14]
- Le auxine (una classe di fitormoni) vengono sintetizzate dal triptofano.[15]

ll metabolita intermediario tra triptofano e serotonina è il 5-idrossitriptofano (5-HTP).

Metabolismo dell'L-triptofano in serotonina e melatonina (sinistra) e niacina (destra)

Il suo metabolismo è integrato in processi di grande importanza biochimica e fisiologica. In alcuni tessuti viene decarbossilato a triptamina oppure idrossilato e quindi decarbossilato con formazione di 5-idrossitriptamina o serotonina.
Nell'organismo il triptofano viene anche metabolizzato mediante apertura dell'anello indolico con formazione di formilchinurenina e di chinurenina. Tale processo rappresenta la tappa iniziale nella biosintesi dell'acido nicotinico e della nicotinammide, vitamine del complesso B.
Il triptofano influisce sulla sintesi della serotonina nel cervello quando viene assunto in forma purificata e viene quindi utilizzato per modificare i livelli di serotonina per la ricerca. Dei bassi livelli di serotonina nel cervello sono indotti da un'amministrazione di proteine povere in triptofano. Gli studi condotti usando questa metodologia hanno valutato l'effetto della serotonina sull'umore e sul comportamento sociale, trovando che la serotonina riduce i comportamenti aggressivi nei soggetti studiati.

## Nell'alimentazione
Il triptofano si trova abbondante nel cioccolato, nell'avena, nelle banane, nei datteri, nelle arachidi, nel latte, nei latticini e nei finocchi.
| Cibo                          | Triptofano [g/100 g di cibo] | Proteine [g/100 g di cibo] | Triptofano/Proteine [%] |
| ----------------------------- | ---------------------------- | -------------------------- | ----------------------- |
| Bianco dell'uovo, disidratato | 1,00                         | 81,10                      | 1,23                    |
| Spirulina, disidratata        | 0,93                         | 57,47                      | 1,62                    |
| Merluzzo atlantico, essiccato | 0,70                         | 62,82                      | 1,11                    |
| Semi di soia                  | 0,59                         | 36,49                      | 1,62                    |
| Parmigiano                    | 0,56                         | 37,90                      | 1,47                    |
| Caribù                        | 0,46                         | 29,77                      | 1,55                    |
| Semi di sesamo                | 0,37                         | 17,00                      | 2,17                    |
| Formaggio Cheddar             | 0,32                         | 24,90                      | 1,29                    |
| Semi di girasole              | 0,30                         | 17,20                      | 1,74                    |
| Maiale (braciola)             | 0,25                         | 19,27                      | 1,27                    |
| Tacchino                      | 0,24                         | 21,89                      | 1,11                    |
| Pollo                         | 0,24                         | 20,85                      | 1,14                    |
| Manzo                         | 0,23                         | 20,13                      | 1,12                    |
| Salmone                       | 0,22                         | 19,84                      | 1,12                    |
| Agnello                       | 0,21                         | 18,33                      | 1,17                    |
| Persico                       | 0,21                         | 18,62                      | 1,12                    |
| Uovo intero                   | 0,17                         | 12,58                      | 1,33                    |
| Farina di frumento            | 0,13                         | 10,33                      | 1,23                    |
| Cioccolato fondente           | 0,13                         | 12,9                       | 1,23                    |
| Latte                         | 0,08                         | 3,22                       | 2,34                    |
| Riso                          | 0,08                         | 7,13                       | 1,16                    |
| Farina d'avena (cotta)        | 0,04                         | 2,54                       | 1,16                    |
| Patata                        | 0,02                         | 2,14                       | 0,84                    |
| Banana                        | 0,01                         | 1,03                       | 0,87                    |

## Usi
Per qualche tempo il triptofano è stato inizialmente distribuito sul mercato come semplice integratore alimentare. Poi per molte persone si è rivelato un rimedio efficace e sicuro per promuovere il sonno, data la sua insita capacità di alzare nel cervello umano il livello della serotonina, sostanza dall'azione calmante se presente in dosi moderate, e della melatonina, uno pseudo-ormone prodotto dalla ghiandola pineale in risposta al buio o alla poca luce, che consente di modulare i ritmi sonno-veglia. Molte ricerche cliniche hanno confermato scientificamente l'utilità del triptofano come sonnifero naturale e come farmaco contro tutti i disturbi legati a chi ha un basso livello di serotonina. In particolare, il triptofano si è mostrato come un promettente antidepressivo, sia da solo, sia in sinergia con altri farmaci antidepressivi. Tuttavia, vi sono evidenze che il livello di triptofano nel sangue non viene facilmente alterato tramite una variazione della dieta, inoltre il consumo di triptofano puro aumenta i livelli di serotonina nel cervello a differenza del triptofano assunto per via alimentare. Altre possibili indicazioni sembrano essere l'attenuazione del dolore cronico ed il trattamento dei comportamenti violenti, maniacali, compulsivi ed ossessivi legati alle nevrosi.
Nel 1989, una misteriosa epidemia avvenuta negli Stati Uniti di casi disabilitanti (e a volte mortali) di una malattia autoimmune chiamata sindrome eosinofilo-mialgica è stata attribuita a un lotto di triptofano sintetizzato impropriamente. La coltura batterica usata dalla compagnia farmaceutica giapponese Showa Denko fu geneticamente modificata per aumentare la resa di triptofano; sfortunatamente, un sottoprodotto della trasformazione si rivelò essere, secondo uno studio di Science, un aminoacido tossico, derivato innaturale dell'L-triptofano, che inquinò il prodotto finito.
A prescindere dalle cause della tossicità, il triptofano - come integratore alimentare - fu ritirato dal mercato negli Stati Uniti e in altri Paesi subito dopo.
Il triptofano rimane sul mercato come farmaco che alcuni psichiatri continuano a prescrivere, specialmente a pazienti poco rispondenti ad altri farmaci antidepressivi ed è ancora oggetto di vari test clinici.
In Europa è tuttora in commercio a basse dosi anche come integratore alimentare.
Secondo ricercatori del National Institutes of Health, di Baltimora, su un modello animale, dopo alte dosi di MDMA circa l'80% delle terminazioni nervose interessate alla trasmissione serotoninergica viene depauperata. Il pretrattamento con L-triptofano può essere utile per ridurre l'entità del depauperamento della Serotonina indotto da MDMA, suggerendo l'utilità clinica di questo approccio nei soggetti astinenti dall'MDMA..

## Effetti collaterali
Dei possibili effetti collaterali dell'assunzione di triptofano come farmaco o integratore alimentare includono nausea, diarrea, stanchezza, mal di testa, xerostomia ed euforia.

## Interazioni
Il triptofano, quando preso come integratore alimentare in combinazione con antidepressivi di classe MAOI o SSRI può dare la sindrome serotoninergica. L'assunzione di triptofano non è stata studiata a fondo in ambito clinico e di conseguenza le possibili interazioni con altri farmaci non sono molto conosciute.